# Samuel Harrison
Samuel James Harrison (Risca, 24 de junio de 1992) es un deportista británico que compite en ciclismo en la modalidad de pista, especialista en la prueba de persecución por equipos; aunque también ha destacado en carretera, en donde forma parte del equipo Wiggins desde el año 2016.
Ganó una medalla de plata en el Campeonato Mundial de Ciclismo en Pista de 2013, en la prueba de persecución por equipos.

## Medallero internacional
| Campeonato Mundial | Campeonato Mundial   | Campeonato Mundial | Campeonato Mundial      |
| Año                | Lugar                | Medalla            | Competición             |
| ------------------ | -------------------- | ------------------ | ----------------------- |
| 2013               | Minsk ( Bielorrusia) | Medalla de plata   | Persecución por equipos |